# Calliphora vicina
Calliphora vicina este o specie de muște din genul Calliphora, familia Calliphoridae, descrisă de entomologul francez André Robineau-Desvoidy în anul 1830. Conform Catalogue of Life specia Calliphora vicina nu are subspecii cunoscute. Altădată foarte abundente și uneori denumite muște de casă, Califoridele s-au împuținat drastic, ca urmare a folosirii masive a produselor insecticide.

## Galerie

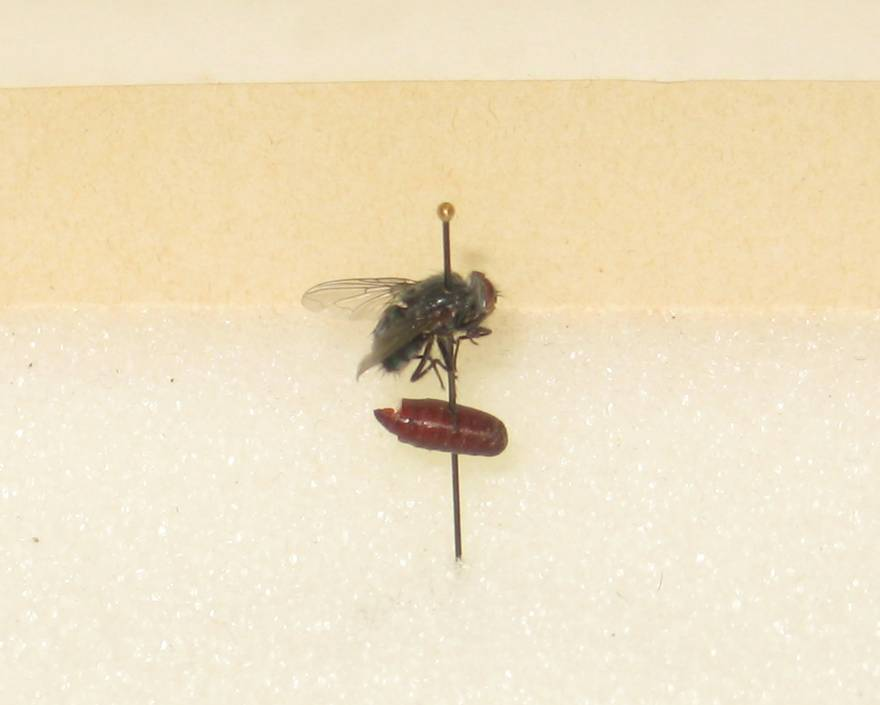
Pupa și imago
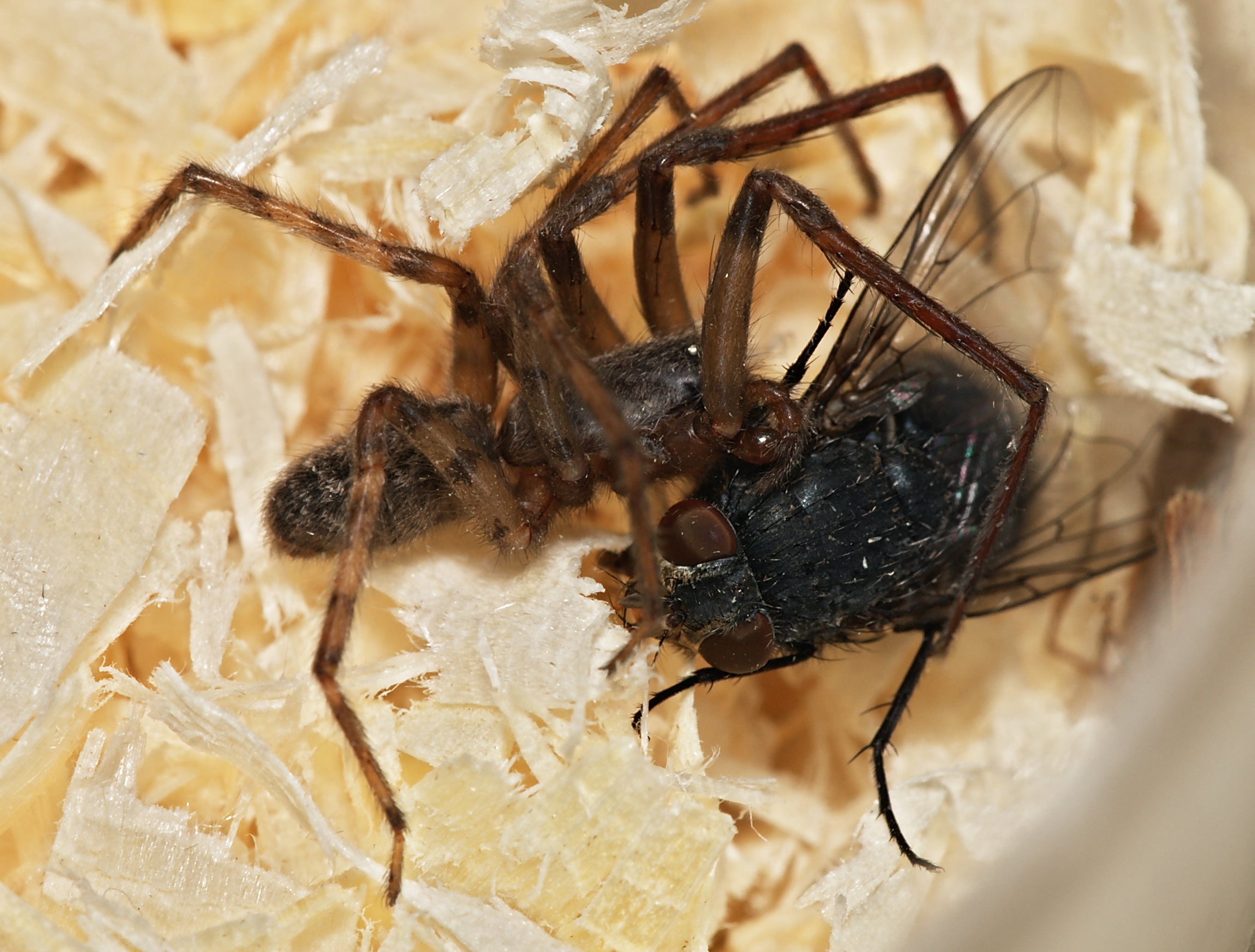
O Califoră prinsă de o Tegenarie